# Sansevieria conspicua
Sansevieria conspicua är en sparrisväxtart som beskrevs av Nicholas Edward Brown. Sansevieria conspicua ingår i släktet bajonettliljor, och familjen sparrisväxter. Inga underarter finns listade i Catalogue of Life.